# 西京警察署
西京警察署（にしきょうけいさつしょ）は、京都府警察が管轄する警察署の一つである。

## 所在地
- 京都府京都市西京区山田大吉見町7～8

## 管轄区域
- 京都市西京区

## 沿革
- 1955年（昭和30年）7月：京都市警察が京都府警察に統合。京都府桂警察署となる。
- 2005年（平成17年）4月1日：名称を京都府桂警察署から京都府西京警察署に改称するとともに、向日町警察署が管轄していた西京区の大原野地域を管轄に編入した。この結果、行政区域に合わせる形で、西京警察署が西京区のみを管轄することになった。

## 内部組織
- 会計課 - 会計係
- 警務課 - 警務係、留置管理係、犯罪被害者支援係、広聴・相談係
- 生活安全課 - 生活安全係、人身安全・少年係、保安係
- 地域課 - 地域第一係、地域第二係、地域第三係、地域管理係
- 刑事課 - 捜査管理係、強行犯係、知能犯係、盗犯係、鑑識係、組織犯罪対策係
- 交通課 - 交通総務係、交通指導係、交通事故捜査係
- 警備課 - 警備係

## 大型交番
桂川庁舎

## 交番
（ ）の中は所在地
- 大枝交番（西京区大枝北沓掛町6丁目15-1）
- 大原野交番（西京区大原野灰方町189-2）
- 桂交番（西京区桂市ノ前町10-3）
- 桂西口交番（西京区川島有栖川町1）
- 上桂交番（西京区上桂西居町5-2）
- 川岡交番（西京区川島粟田町38-1）
- 松尾交番（西京区嵐山宮ノ前町46-2）
- 洛西交番（西京区大原野東境谷町2丁目5）

## 駐在所
なし